# فرودگاه شهری لوگان (ایلینوی)
فرودگاه شهری لوگان (ایلی‌نویز) (به انگلیسی: Logan County Airport (Illinois)) یک فرودگاه همگانی بهره‌برداری هوایی است که یک باند فرود آسفالت دارد و طول باند آن ۱۲۱۹ متر است. این فرودگاه در کشور ایالات متحده آمریکا قرار دارد و در ارتفاع ۱۸۲ متری از سطح دریا واقع شده است.